# Hooksett (New Hampshire)
Hooksett – miasto w Stanach Zjednoczonych, w stanie New Hampshire, w hrabstwie Merrimack.